# Amaranthus watsonii
Amaranthus watsonii är en amarantväxtart som beskrevs av Paul Carpenter Standley. Amaranthus watsonii ingår i släktet amaranter, och familjen amarantväxter. Inga underarter finns listade i Catalogue of Life.